# Newgate

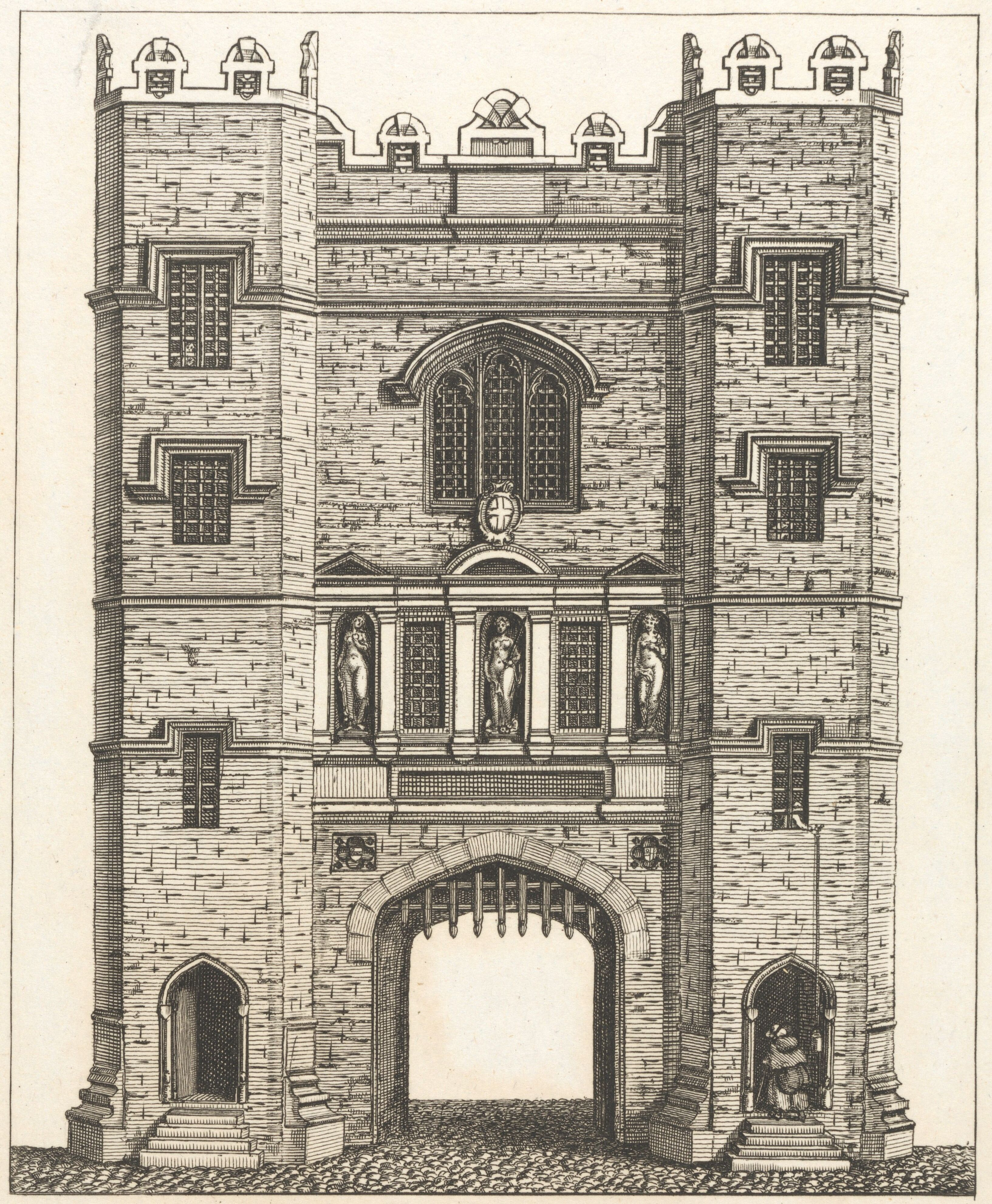
De middeleeuwse Newgate

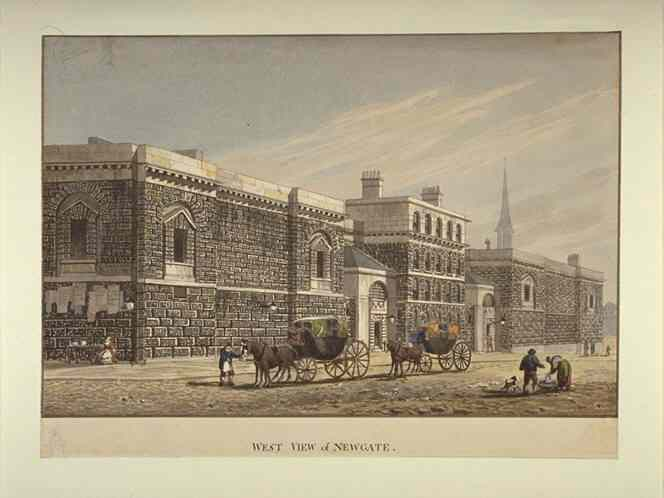
De Newgate-gevangenis in de 19e eeuw

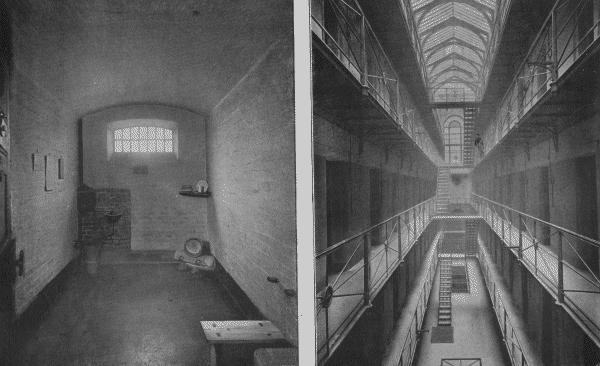
Cel en galerijen van de gevangenis, 1896

Newgate ("nieuwe poort") was een middeleeuwse poort in de stadsmuur van Londen die ook dienstdeed als gevangenis. De poort werd in 1777 afgebroken en vervangen door een gevangenisgebouw dat in 1902 weer werd vervangen door de huidige Old Bailey-rechtbank.
Newgate was lange tijd de grootste gevangenis van Londen. Daniel Defoe werd in 1703 opgesloten in Newgate en schreef over de gevangenis in zijn roman Moll Flanders. Newgate komt ook veelvuldig voor in de romans van Charles Dickens, waaronder Oliver Twist, A Tale of Two Cities en Great Expectations. Ook in The Beggar's Opera van John Gay en de roman Stella Maris van Joseph O'Connor speelt de gevangenis een belangrijke rol.
De naam van de voormalige gevangenis is bewaard gebleven in de Londense straat Newgate Street, ten noorden van St. Paul's Cathedral.

## Geschiedenis
Waarschijnlijk was er al in de Romeinse tijd een poort in de stadsmuur op de plek van de Newgate. Het is niet zeker wanneer de middeleeuwse poort gebouwd werd. Mogelijk werd de poort aangelegd na de brand van 1087.
In 1188 werd de poort in opdracht van koning Hendrik II in gebruik genomen als gevangenis. In 1236 werd de gevangenis flink vergroot. Tijdens de Grote brand van Londen in 1666 werd de poort zwaar beschadigd, maar in 1672 werd de Newgate weer opgebouwd en vergroot met nieuwe gebouwen aan de zuidkant van de straat.
De Newgate-gevangenis werd bestuurd door twee jaarlijks verkozen sheriffs (schouten). Deze verkochten het lucratieve baantje weer door aan keepers (gevangenisbewaarders) die de gevangenen op allerlei manieren geld aftroggelden. De 14e-eeuwse gevangenisbewaarder Edmund Lorimer bijvoorbeeld stond er berucht om dat hij vier keer zoveel vroeg als wettelijk toegestaan om de boeien van een gevangene te laten verwijderen. Een andere keeper, Hugh de Croydon, werd veroordeeld voor het chanteren van gevangenen.
In 1378 werd besloten dat Newgate als gevangenis voor zware criminelen zou dienen, terwijl de Ludgate-stadspoort als gevangenis voor kleine criminelen gebruikt zou worden. Later werd de gevangenis ook gebruikt voor gevangenen die hun executie afwachtten, zoals de 18e-eeuwse rover en inbreker Jack Sheppard, die drie keer uit Newgate wist te ontsnappen voordat hij in 1724 werd opgehangen.
In de 18e eeuw werd de Newgate-poort afgebroken en vervangen door een nieuwe gevangenis, in de periode 1770-1778 gebouwd naar een ontwerp van George Dance de Jongere. Tijdens anti-katholieke rellen in 1780, de Gordon Riots, werd de gevangenis aangevallen en in brand gestoken. Een aantal gevangenen kwam hierbij om en 300 gevangenen wisten te ontsnappen. De gevangenis werd twee jaar later, in 1782, herbouwd. Het nieuwe gebouw, dat rond een centrale binnenplaats lag, was verdeeld in een afdeling voor arme gevangenen en een afdeling voor rijkere gevangenen.
In 1783 werden de galgen van Londen verplaatst van Tyburn naar Newgate. Bij de gevangenis vonden publieke executies plaats die druk bezocht werden door de bevolking van de stad. Het maandelijkse bulletin van executies bij Newgate, The Newgate Calendar, was populaire literatuur. De verhalen over bekende criminelen in deze bulletins waren de inspiratie voor de Newgate novels.
Newgate had een geduchte reputatie om de deplorabele situatie waarin de gedetineerden zich bevonden. Het was de laatste verblijfplaats van veel gevangengenomen piraten, die vrijwel allen tot de dood door de strop werden veroordeeld. De situatie verbeterde begin 19e eeuw, nadat de sociale hervormer Elizabeth Fry bij het House of Commons protesteerde. In 1858 kregen de gevangenen aparte cellen, en in 1868 kwam er een einde aan de publieke executies. In 1902 werd de gevangenis gesloten en twee jaar later afgebroken om plaats te maken voor de huidige Old Bailey-rechtbank.

## Newgate novels
In de periode 1820-1840 was het romantiseren en zelfs verheerlijken van beroemde rovers en andere misdadigers een populair literair genre in Groot-Brittannië. De gebruikelijke Engelse term voor deze romans is Newgate novels, naar de Newgate-gevangenis.
Onder anderen William Harrison Ainsworths boeken Rookwood (1834), het eerste van zijn Dick Turpin-verhalen, en Jack Sheppard (1840) en Charles Dickens' werk Oliver Twist (1839) worden tot dit genre gerekend. William Makepeace Thackerays werk Catherine (1839) , over de in 1726 geëxecuteerde Catherine Hayes, geldt als een satire op de boeken van dit genre.

## Bekende gevangenen
- Daniel Defoe - schrijver van Robinson Crusoe
- Ben Jonson - toneelschrijver en dichter
- William Kidd (Captain Kidd) - piraat
- John Law - econoom
- James MacLaine (the Gentleman Highwayman) - rover
- William Penn, stichter van de Amerikaanse staat Pennsylvania
- Thomas Malory, schrijver van Le Morte d'Arthur
- Robert Southwell, rooms-katholiek priester en dichter, later heilig verklaard
- Mary Bryant - een van de eerste gevangenen die uit Australië wist te ontsnappen; ze legde een reis van 66 dagen en 5000 kilometer per schip af